# El Talar
El Talar è un comune (municipio in spagnolo) dell'Argentina, appartenente alla provincia di Jujuy, nel dipartimento di Santa Bárbara.
In base al censimento del 2001, nel territorio comunale dimorano 2.716 abitanti, pressoché la stessa popolazione del censimento precedente (1991). Di questi abitanti, il 48,12% sono donne e il 51,87% uomini.